# Nanos
Nanos ist ein mittelgebirgiger Bergzug am südöstlichen Rand der Julischen Alpen respektive Nordrand des Karst im Südwesten Sloweniens, zwischen Postojna und Triest gelegen, seine höchste Erhebung mit 1313 m ist der Suhi Vrh.

## Geographie
Der östliche Rand der Karsthochebene fällt vom Berg Pleša (1262 m) steil zum Razdrto ab, nach Westen senkt sich der Bergzug allmählich auf 500 m ab. Im Nordosten grenzt er an den Höhenzug des Birnbaumer Waldes (Hrušica).
Der Nanos bildet zusammen mit dem Birnbaumer Wald, der Hochebene von Schwarzenberg (Črni vrh), dem Hinterland des Flusses Hubelj, den westlichen Teilen des Ternowaner Waldes (Trnovski gozd) und Banjšice-Plateau eine hydrogeologische Einheit, deren Karstwasserkörper von mesozoischen Dachsteinkalken und Kalkbreccien bestimmt ist. Diese bilden hochporöse Karstgrundwasserleiter mit hoher hydraulischer Leitfähigkeit. Es handelt sich dabei durchweg um tiefen Karst. Auf drei Seiten wird der Karstwasserleiter von Nanos und Birnbaumer Wald von Flysch begrenzt und grenzt im Nordosten an die Predjama-Störung. Das Gebiet bildet eine wichtige Wasserscheide zwischen den Einzugsgebieten von Adria und Donau (siehe Wasserscheiden in den Alpen).
Klimatisch liegt der Höhenzug des Nanos an der Grenze zwischen dem gemäßigten Kontinentalklima und dem inländisch-submediterranen Klima des Wippachtales. Das Gebiet zählt zu den niederschlagsreichsten Regionen Sloweniens (bis über 2000 mm). Die Vegetation der dünn besiedelten Region ist Teil des Dinarischen Tannen-Buchenwaldes.
In der Antike wurde der Nanos und die umliegenden Regionen als Okra-Gebirge bezeichnet. Nach Angaben des griechischen Geographen Strabon siedelte hier der keltisch-illyrische Stamm der Iapoden. Zu römischer Zeit lag der Nanos an der Grenze zwischen Italien und der Provinz Pannonien.

## Sendeanlage
Auf der Pleša befindet sich seit 1953 eine Sendeanlage des slowenischen Rundfunks für Hörfunk und Fernsehen. Als Antennenträger dienen zwei Sendetürme mit 52 und 35 Metern Höhe. Während des 10-Tage-Krieges wurde der Sender am 28. Juni 1991 von der jugoslawischen Luftwaffe bombardiert.
In der Nähe der Sendeanlage befindet sich die Vojkova-Berghütte (Vojkova koča), die auch über einen Fahrweg erreicht werden kann.

## Hieronymus-Kirche
Die Kirche liegt auf einer kleinen Verebnung unterhalb des Nebengipfels Grmada in einer Höhe von 1019 m, etwa eine halbe Stunde von der Vojkova-Hütte entfernt.
Ein Schrein des Heiligen Hieronymus befand sich hier bereits im 14. Jahrhundert. Die Kirche bekam ihre heutige Größe und Form wahrscheinlich zu Ende des 16. oder im ersten Viertel des 17. Jahrhunderts. Sie wurde später aufgegeben und verfiel, wurde jedoch im Jahr 1990 wieder geweiht. Der Marmoraltar mit zwei Säulen wurde errichtet, als die Kirche renoviert wurde. Sehenswert ist der geschnitzte, vergoldete Altar.
Nach mündlicher Überlieferung pflegten in früheren Jahrhunderten Triestiner Seeleute jährlich etwa 280 Liter Öl zu spenden, um die Kirche zur Orientierung für die Schifffahrt nachts zu beleuchten.

## Bilder

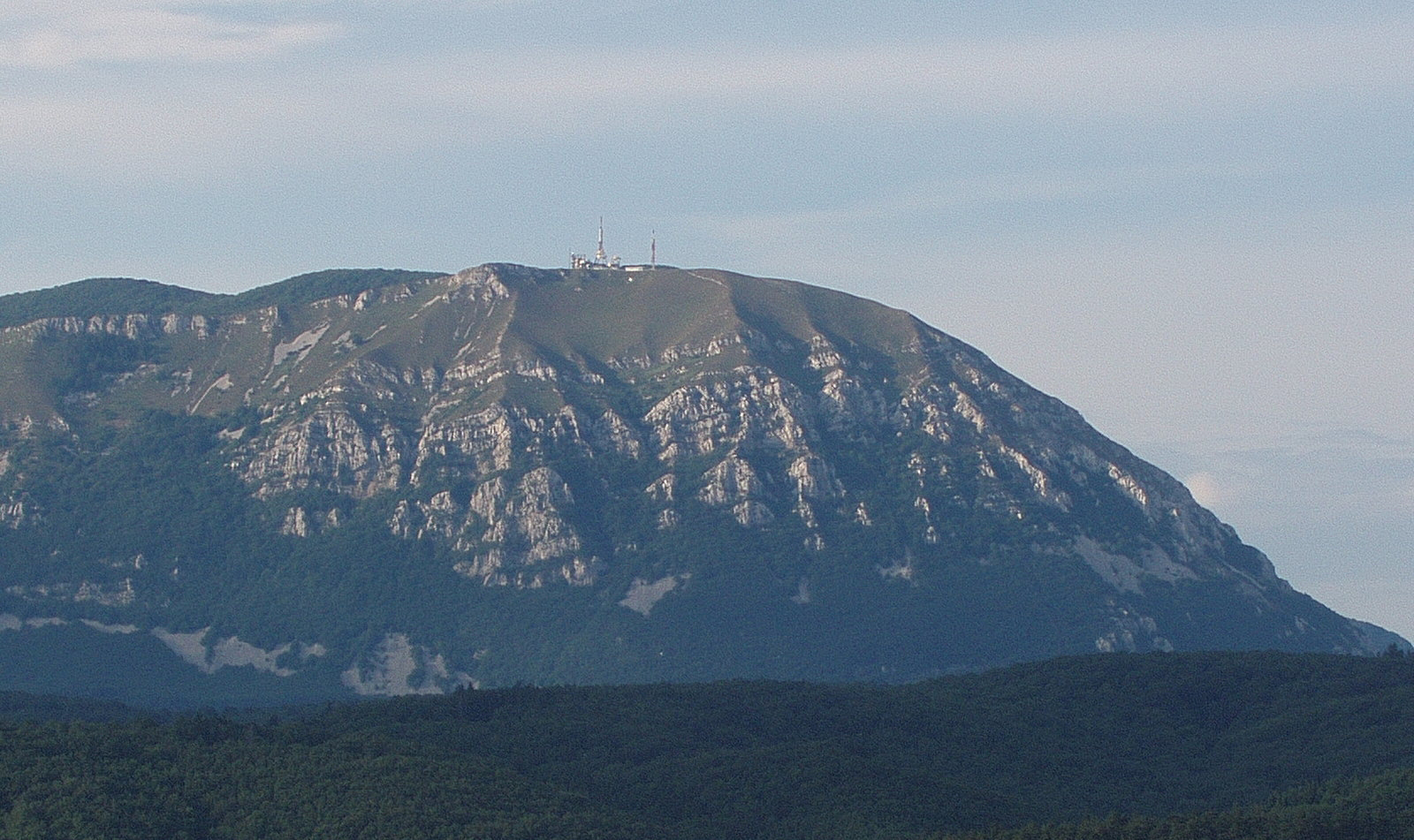
Westflanke der Pleša
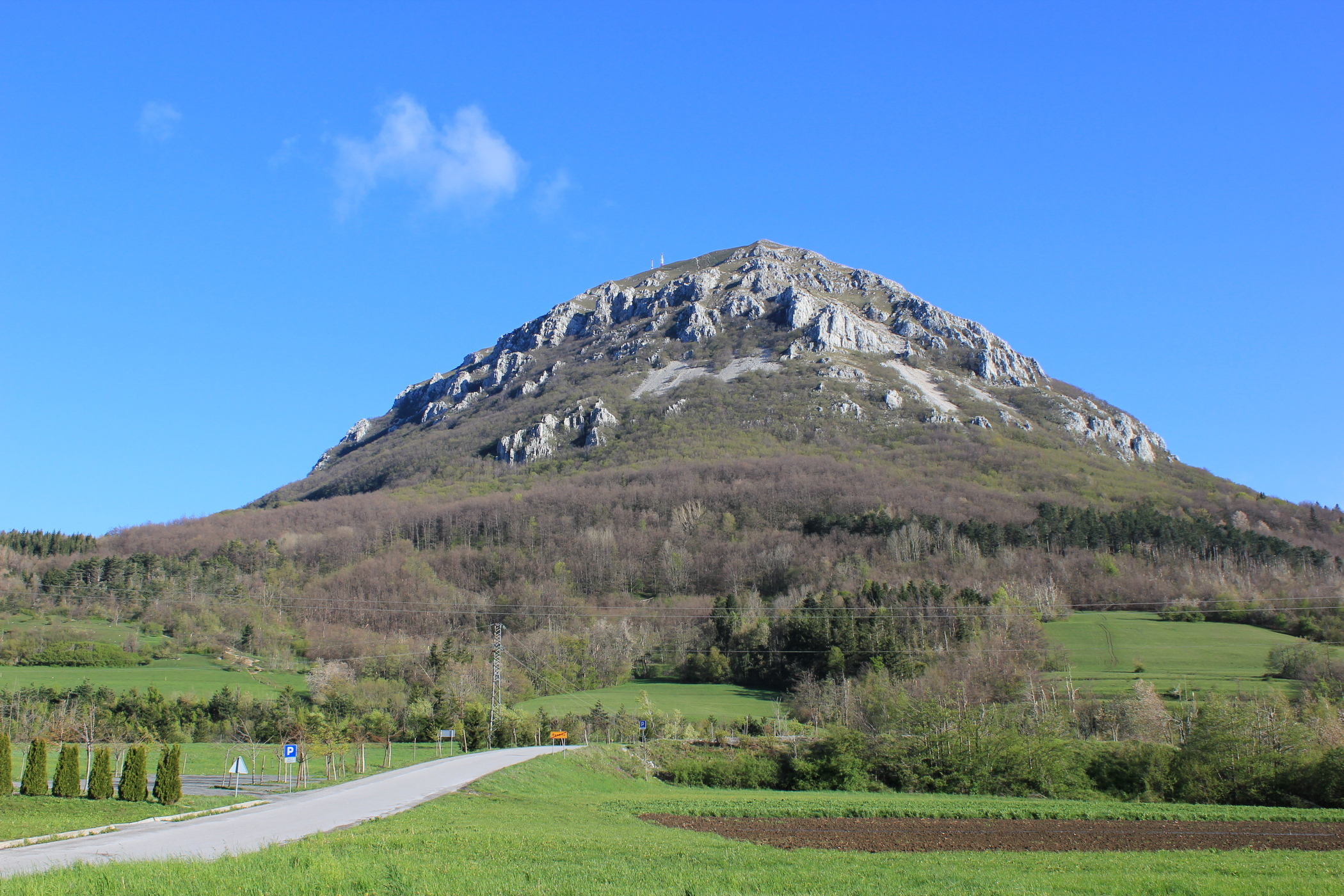
Pleša aus Richtung Razdrto
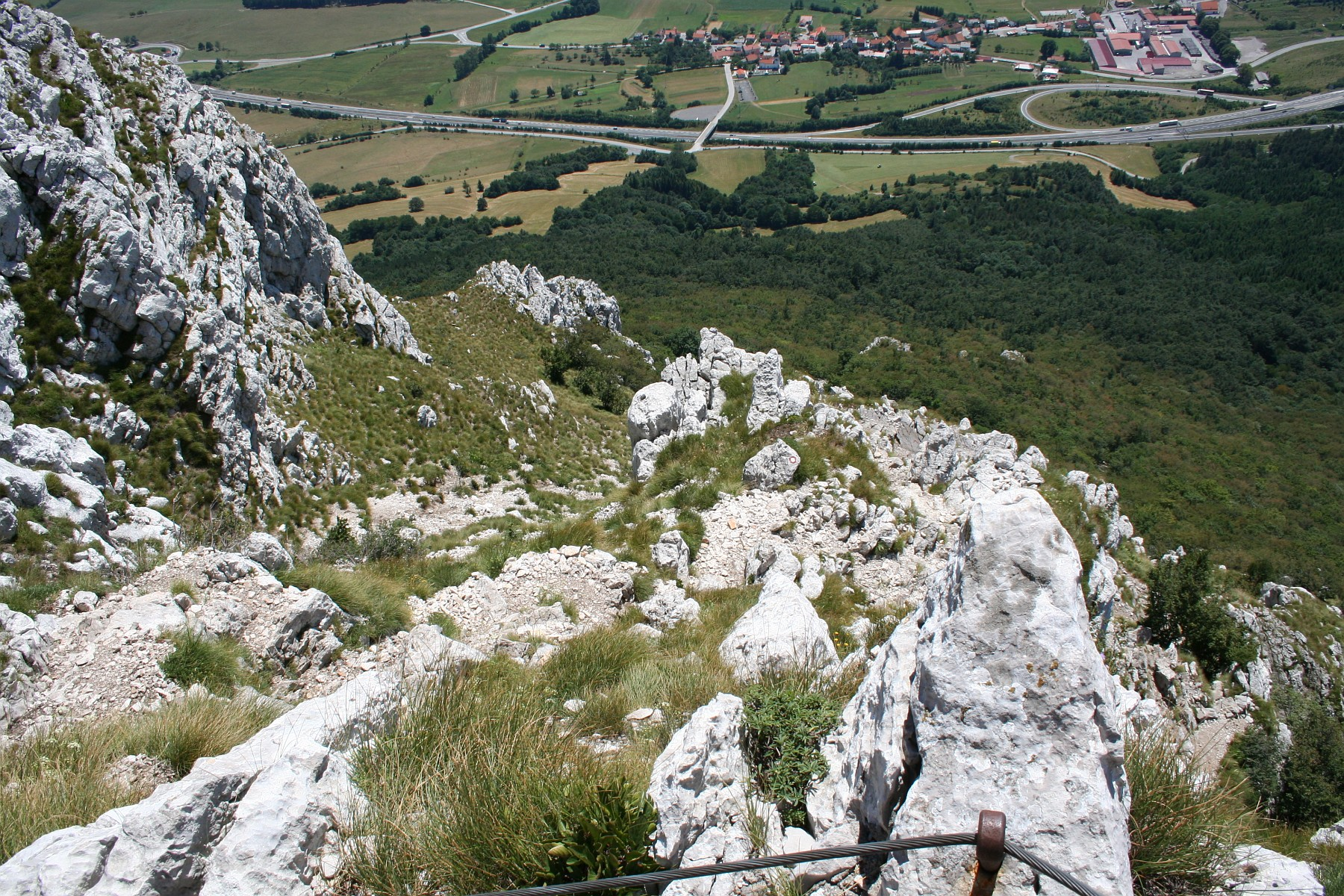
Blick von der Pleša auf Razdrto
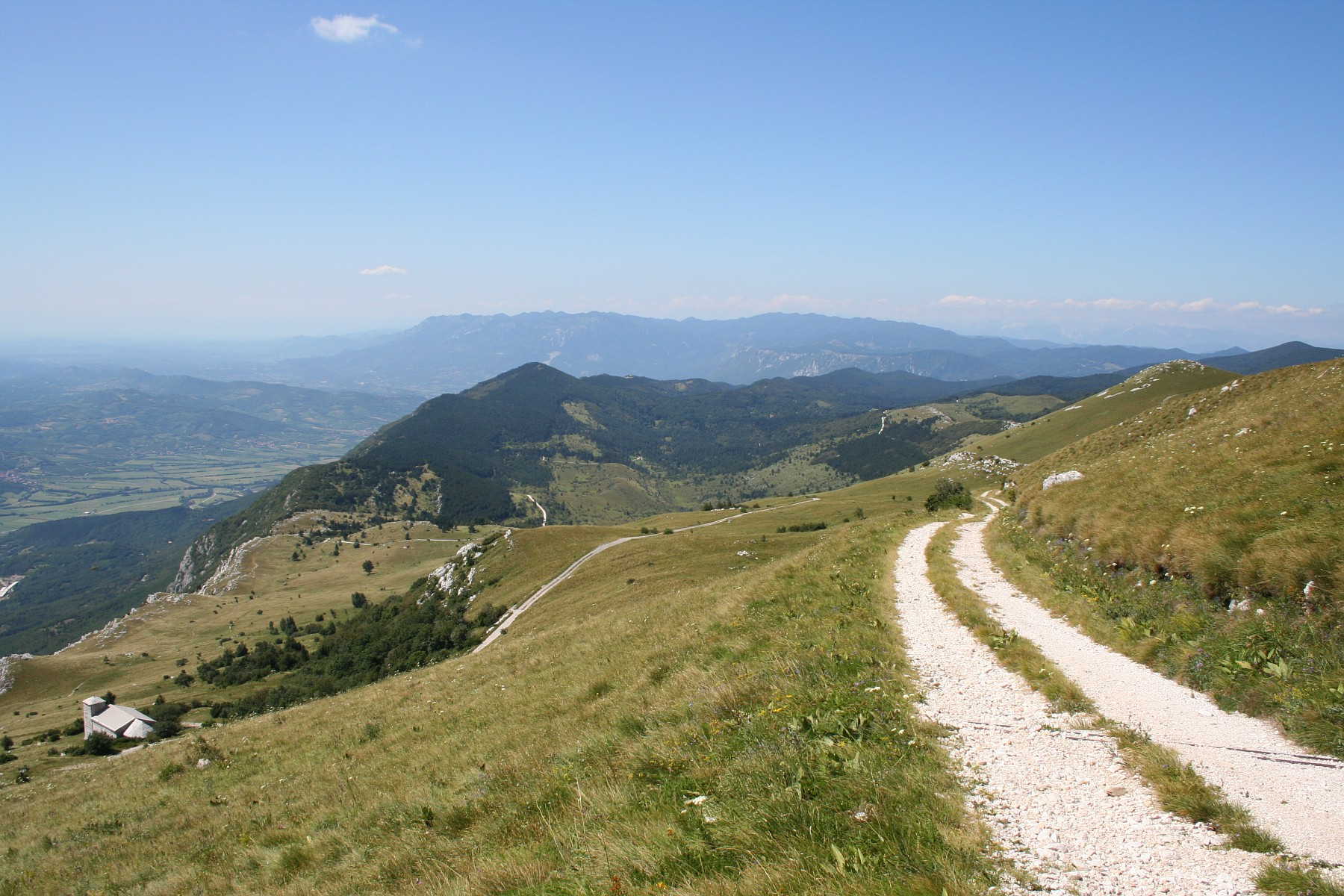
Blick vom Nanos auf den Birnbaumer Wald (Hrušica)
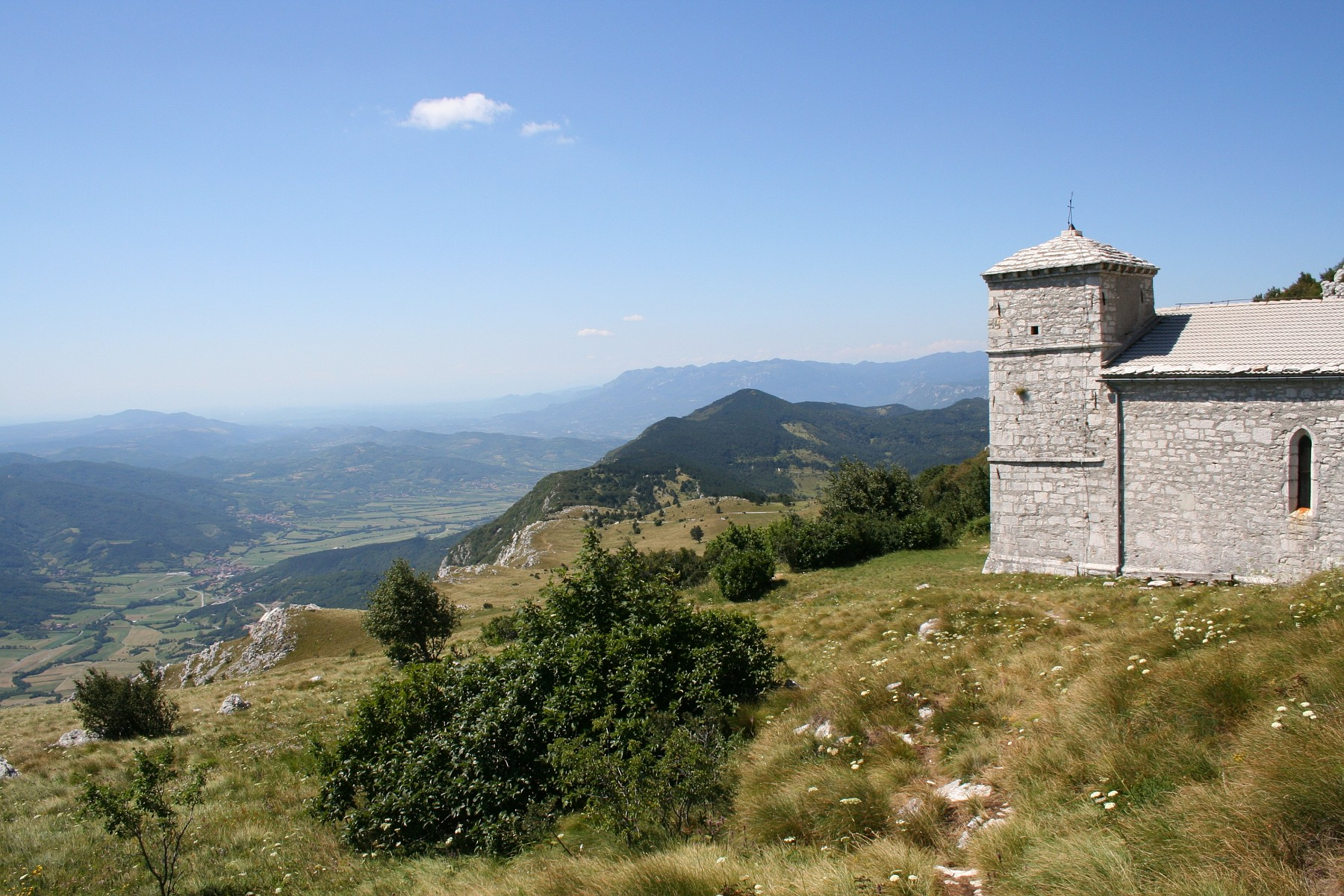
Hieronymus-Kirche (Sveti Jeronim)
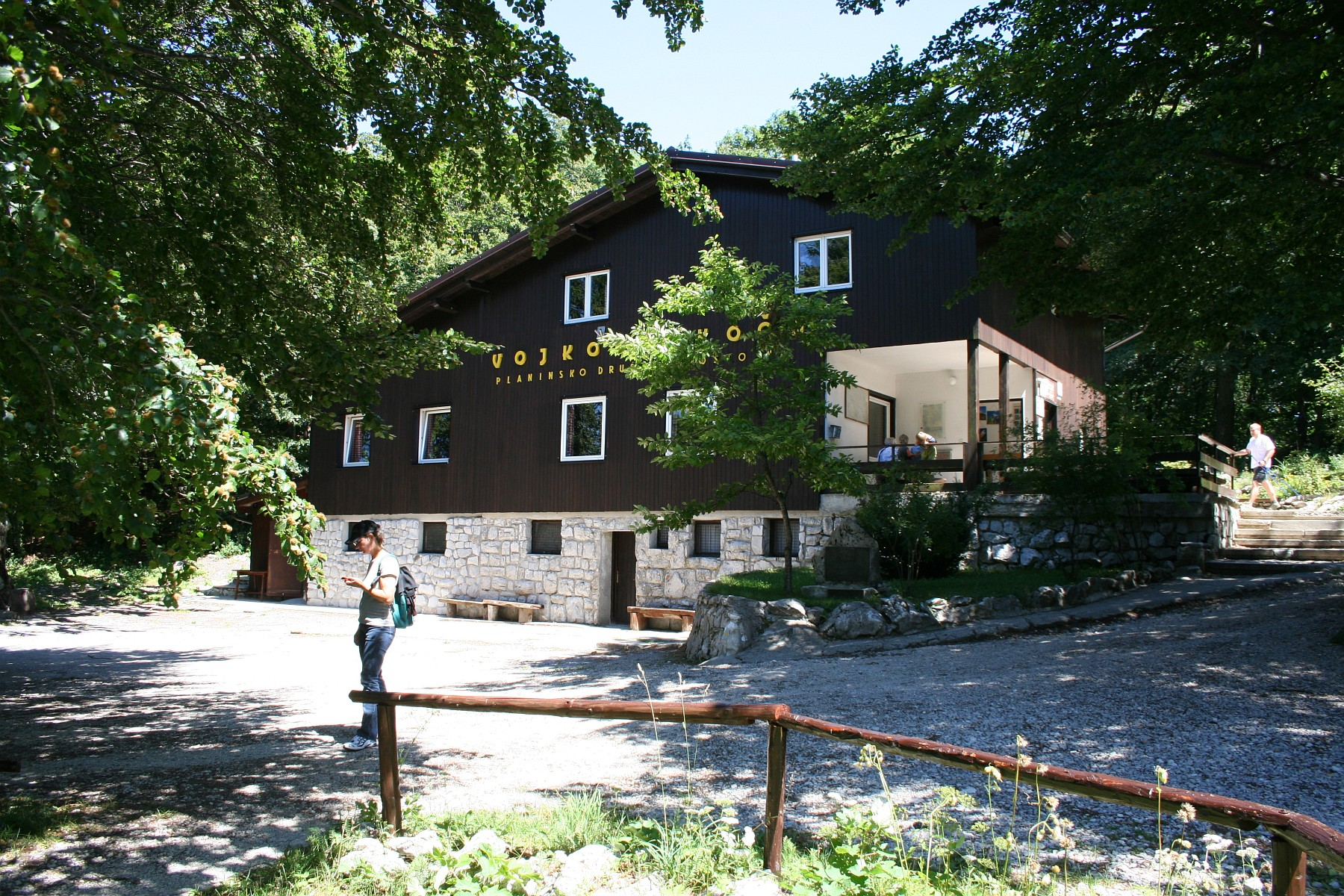
Vojkova-Berghütte